# 똥 밟았네
"똥 밟았네"는 이달이 만들고 2021년에 최초로 발매되었던 《포텐독》에 삽입된 애니메이션 음악이자, 해당 곡이 수록된 바이럴 영상과 싱글을 뜻한다.

## 수록곡
전체 작사·작곡: 이달
| #            | 제목                  | 작사·작곡      | 재생 시간 |
| ------------ | --------------------- | -------------- | --------- |
| 1.           | 〈똥 밟았네〉         | 레트로봇, 이달 | 02:05     |
| 2.           | 〈똥 밟았네 (inst.)〉 | 레트로봇, 이달 | 02:05     |
| 총 재생 시간 | 총 재생 시간          | 총 재생 시간   | 04:10     |

## 특징
뮤직비디오의 전반적 연출과 안무는 한국 아이돌 음악들이나, 해당 음악을 기반으로 만들어진 안무들을 직접적으로 오마주하며, 일렉트로닉 댄스 뮤직 장르의 음악이다.

## 배경
감독 측은 모든 음악에 관심을 보이는 탓에 자신이 K-POP에 열중했다고 보고 있지는 않으나, 안무가 측은 자신이 K-POP에 열중하고 있다고 밝혔다.
제작사는 4절에서 이름이 없는 소년 단역의 표정이 뮤직 비디오에서 특기할 만한 점으로 꼽았으며 코미디 장르의 시도가 극히 성공하기 드물어 강요하지 않으면서도 코미디의 특성을 시도하려고 했다.

## 영향
2021년 삼사분기부터 흥행을 시작하여 다른 신조어 '1일 1○'과 합쳐진 '1인 1똥'이라는 신조어가 생성되었으며 2021년 7월 29일 감독 이달이 라디오 방송에서 해당 곡의 뮤직비디오에 대한 전반적인 상황 맥락을 설명하였다.
한편 해당 작품에서 폭력적, 선정적인 내용이 포함되어 있어 발생한 해당 작품의 주제 적절성 논란의 여파로 인해 아동에게 좋지 않은 영향을 줄 수 있다는 주장도 존재한다.

## 논쟁
2021년 하반기 한국교육방송공사 측이 해당 음원을 SNS에 홍보하려던 중 4절에 등장한 어린이 캐릭터를 '잼민이'로 호칭해 트위터 유저에게 비판을 받고 EBS 담당자가 '잼민이'의 뜻과 용례를 착각해 잘못 썼다고 해명을 하였다.